# سنجاق لازستان
سَنجاقِ لازِستان (به ترکی: Lazistān Sancağı) نام یک سنجاق (شهرستان) در ولایت طرابزون در امپراتوری عثمانی بود که از جمعیت لازها یا لازی‌زبان‌ها در جنوب شرقی دریای سیاه تشکیل شده بود. این منطقه در حال حاضر استان ریزه و بخش‌های ساحلی استان آرتوین ترکیه امروزی را تشکیل می‌دهد.